# Storm Alliance
Storm Alliance est un groupe anti-immigration. Le groupe a attiré l'attention pour avoir organisé des manifestations à Lacolle réclamant le resserrement de la sécurité des frontières au Québec, contre les immigrants qui franchissent la frontière canado-américaine de manière irrégulière. Il les a qualifiés d '«immigrants illégaux» et a demandé au Gouvernement du Canada de rembourser à la province de Québec les frais engagés pour leur traitement.

## Positionnement politique
Le groupe se décrit comme «un groupe de quille» et s'oppose à l'immigration, qu'il appelle «suicide collectif». Globalement Storm Alliance est considéré comme un groupe faisant partie de l'extrême droite.

## Histoire
Storm Alliance a été fondée en décembre 2016 par Dave Tregget, qui avait auparavant fondé la section québécoise du groupe d'extrême droite finlandais Soldiers of Odin. Le groupe nie tout lien avec les soldats d'Odin et Tregget n'est plus président de Storm Alliance. Le groupe a participé à des manifestations aux côtés d'autres groupes d'extrême droite au Québec tels que La Meute et Atalante.
Le 25 janvier 2018, le leader du groupe, Dave Tregget, quitte le groupe à la suite d'allégations concernant la tenue de propos déplacés envers des membres féminins du groupe.
Le 18 février 2018, La Meute et Storm Alliance manifestent à Ottawa en appui à la communauté chinoise.
Le 1er juillet 2018, La Meute et Storm Alliance manifestent à Montréal contre l'immigration illégale. Une contre-manifestation est également organisée par des groupes antifascistes.
En août 2018, une militante du groupe est traitée de raciste par le premier ministre du Canada Justin Trudeau.